# 百岁宫
百岁宫，位于安徽省池州市青阳县九华山摩空岭。存有九华山三个肉身菩萨之一，为汉族地区佛教全国重点寺院。2013年3月5日公布为第七批全国重点文物保护单位。

## 介绍
该寺建筑风格十分独特，所有大殿彼此之间并不独立，而是由五层楼融山门、大殿、肉身殿、库房、齐堂、僧舍、客房和东司为整体，远观仿佛为古城堡。其肉身殿藏有无瑕法师的肉身。明万历年间无瑕由五台山至九华山修炼苦行，110岁时在山洞中圆寂。后肉身三年不腐，其弟子遂将肉身装饰为金像，供在玻璃橱内，建“百岁宫”以纪念。明崇祯三年（1630年），被敕封为“应身菩萨”